# Сент-Джонс (тауншип, Миннесота)
Сент-Джонс (англ. St. Johns) — тауншип в округе Кандийохай, Миннесота, США. На 2000 год его население составило 386 человек.

## География
По данным Бюро переписи населения США площадь тауншипа составляет 90,6 км², из которых 89,8 км² занимает суша, а 0,8 км² — вода (0,91 %).

## Демография
По данным переписи населения 2000 года здесь находились 386 человек, 143 домохозяйства и 110 семей.  Плотность населения —  4,3 чел./км².  На территории тауншипа расположено 152 постройки со средней плотностью 1,7 построек на один квадратный километр. Расовый состав населения: 98,45 % белых, 0,26 % коренных американцев, 0,52 % — других рас США и 0,78 % приходится на две или более других рас. Испанцы или латиноамериканцы любой расы составляли 1,04 % от популяции тауншипа.
Из 143 домохозяйств в 35,0 % воспитывались дети до 18 лет, в 69,2 % проживали супружеские пары, в 2,8 % проживали незамужние женщины и в 22,4 % домохозяйств проживали несемейные люди. 19,6 % домохозяйств состояли из одного человека, при том 7,7 % из — одиноких пожилых людей старше 65 лет. Средний размер домохозяйства — 2,70, а семьи — 3,07 человека.
28,0 % населения — младше 18 лет, 6,2 % — в возрасте от 18 до 24 лет, 30,1 % — от 25 до 44, 24,6 % — от 45 до 64, и 11,1 % — старше 65 лет. Средний возраст — 37 лет. На каждые 100 женщин приходилось 97,9 мужчин.  На каждые 100 женщин старше 18 приходилось 105,9 мужчин.
Средний годовой доход домохозяйства составлял 48 125 долларов, а средний годовой доход семьи — 55 781 доллар. Средний доход мужчин —  30 893 доллара, в то время как у женщин — 21 094. Доход на душу населения составил 21 653 доллара. За чертой бедности находились 0,9 % семей и 4,4 % всего населения тауншипа, из которых 5,6 % младше 18 и 10,8 % старше 65 лет.